# Hirtshals–Seyðisfjörður

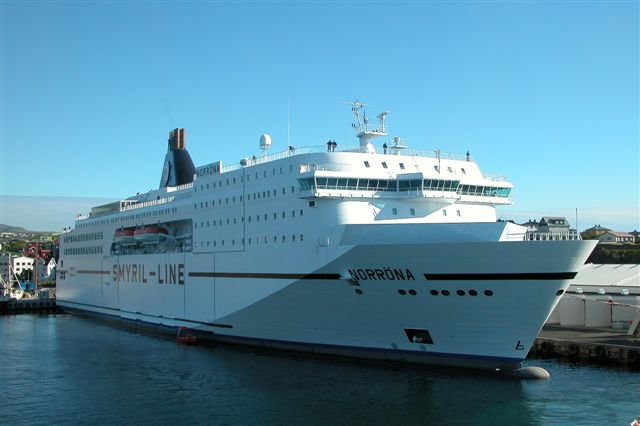
Färjan Norröna

Hirtshals–Seyðisfjörður är en bilfärjelinje från Hirtshals i Danmark via Tórshavn på Färöarna till Seyðisfjörður på Island. 
Rederiet heter Smyril Line och är färöiskt. Färjan heter Norröna. Fartyget går en rundtur i veckan.
I Hirtshals lägger färjan till i östra hamnen, omkring 2,5 km gångavstånd från järnvägsstationen. I Tórshavn och Seyðisfjörður lägger färjan till centralt.
Färjelinjen gick tidigare också via Bergen i Norge, Shetland och Skottland, men dessa destinationer slopades hösten 2008.